# Hyposmocoma fractivittella
Hyposmocoma fractivittella là một loài bướm đêm thuộc họ Cosmopterigidae. Nó là loài đặc hữu của Kauai.